# Državna cesta D432
D432 je državna cesta u Hrvatskoj. Ukupna duljina iznosi 3,70 km.

## Naselja
- Split